# Up Pompeii!
Up Pompeii! – brytyjski serial komediowy produkowany przez BBC i emitowany po raz pierwszy na antenie BBC1. Główną gwiazdą serialu był Frankie Howerd, zaś jego scenarzystą wiodącym Talbot Rothwell. W serii drugiej współautorem serialu został Sid Colin.

## Emisja
Odcinek pilotażowy został wyemitowany 17 września 1969 w cyklu Comedy Playhouse, służącym prezentacji nowych pomysłów na seriale komediowe. Emisja regularna, licząca trzynaście odcinków podzielonych na dwie serie, miała miejsce od 30 marca do 26 października 1970. W latach 1975 na antenie BBC wyemitowano jednorazowy odcinek specjalny pt. Further Up Pompeii!, który - choć doszło do dwóch zmian w głównej obsadzie - utrzymany był w klimacie bardzo bliskim seriom regularnym.
W 1991 zrealizowano kolejną odsłonę Further Up Pompeii!, tym razem wyprodukowaną przez London Weekend Television i wyemitowaną w całej sieci ITV. Frankie Howerd był jedynym członkiem oryginalnej obsady, który wystąpił w tym odcinku. Wszystkie pozostałe postacie były nowe, podobnie jak fabuła, muzyka i scenografia.

## Fabuła i konwencja
Miejscem akcji serialu są starożytne Pompeje, zanim jeszcze zostały zniszczone w wyniku wybuchu Wezuwiusza. Głównym bohaterem jest Lurcio, niewolnik miejscowego notabla, senatora Ludicrusa Sextusa. Jest on także narratorem każdego z odcinków, prowadzącym widzów przez kolejne rozgrywające się w mieście wydarzenia.
Serial został napisany i zagrany w sposób, który świadomie łamie konwencję klasycznego sitcomu, zbliżając się w wielu momentach do stylistyki programu kabaretowego, a zarazem stosując i parodiując rozwiązania dramaturgiczne mające swoje korzenie w teatrze antycznym. Dotyczy to w szczególności sposobu, w jaki zachowuje się Frankie Howerd. Komik nie tylko regularnie łamie czwartą ścianę, ale również wchodzi w interakcje z publicznością obecną w studiu podczas nagrań, np. odpowiadając na reakcje widzów. Często wychodzi również z własnej roli, komentując jakość scenariusza lub też grę innych aktorów albo np. ich kostiumy. Krytyk Anthony Clark pisał: trudno byłoby opisać występy Howerda jako aktorstwo w tradycyjnym sensie; jego interpretacja postaci Lurcia to niewiele więcej niż rozwinięcie jego własnej osobowości medialnej. Fakt, że spędzał dużą część każdego odcinka na bezpośrednim mówieniu do publiczności, zacierał jeszcze granicę między występem i występującym.
Ponadto charakterystyczną cechą serialu są stałe elementy fabuły, występujące w każdym odcinku, dające efekt zamierzonej i oczekiwanej przez widzów przewidywalności. Należą do nich Prolog Lurcia, oda Nausiusa czy proroctwo Senny (zobacz opisy postaci poniżej).

## Powiązania
W 1971 premierę miał oparty na serialu film kinowy. Frankie Howerd był jedynym występującym w nim członkiem obsady telewizyjnej, wszystkie pozostałe role zagrali nowi aktorzy, dodano też liczne nowe postacie. Następnie powstały jeszcze dwa filmy, które choć rozgrywają się w innych realiach historycznych, bazują na tej samej konwencji oraz na osobie Howerda. Były to Up The Chastity Belt (1971, rozgrywający się w czasie krucjat) oraz Up The Front (1972, I wojna światowa).
W 1973 zrealizowano serial Whoops Baghdad, w którym charakterystyczna konwencja Up Pompeii!, oparta na osobowości Howerda i traktująca całą akcję jedynie jako tło dla jego występu, została przeniesiona w realia średniowiecznego Iraku.  W 1982 nakręcono trzeci oparty tej koncepcji serial, zatytułowany Then Churchill Said to Me, rozgrywający się w tajnym rządowym bunkrze podczas II wojny światowej. Na krótko przed planowaną emisją serialu wybuchła wojna o Falklandy. Władze BBC uznały, iż nadawanie komedii wojennej w trakcie prawdziwej wojny z udziałem Wielkiej Brytanii byłoby wysoce niestosowne, stąd serial trafił wówczas na półkę i został pokazany dopiero w 1993 roku, już po śmierci Howerda.

## Bohaterowie i obsada

### Lurcio (Frankie Howerd)
Niewolnik będący własnością senatorskiej rodziny ze starożytnych Pompejów. Pomimo swojego pośledniego stanu, na który często się uskarża, jest z reguły bardzo dobrze traktowany przez swych państwa i cieszy się statusem nieomal członka rodziny. Domownicy powierzają mu rozmaite, zwykle niewdzięczne zadania, często związane z własnymi perypetiami miłosnymi. Jest także powiernikiem ich najskrytszych tajemnic. Choć Lurcio w swoich złośliwych wypowiedziach potępia i wykpiwa rozwiązłość i materializm swoich państwa, w rzeczywistości zazdrości im majątku oraz miłostek i nie przegapi żadnej okazji, aby samemu zaznać trochę przyjemności. Zarazem jest raczej tchórzliwy i woli wypełniać wolę innych, nawet kłopotliwą, niż narazić się na nieprzyjemności.
W trakcie każdego odcinka Lurcio stara się wygłosić, mówiąc wprost do widzów, poważną opowieść, zwaną przez siebie Prologiem. Tematy Prologów zmieniają się z odcinka na odcinek, ale zawsze czerpią z mitologii lub literatury antycznej. Prolog zawsze przerywany jest po kilku zdaniach przez innych bohaterów, po czym następuje zawiązanie prawdziwej, komediowej fabuły danego epizodu. W każdym odcinku Lurcio kilkakrotnie próbuje wrócić do Prologu, lecz nigdy nie udaje mu się powiedzieć niczego poza wstępem. W praktyce motyw Prologów pozwalał scenarzystom spinać poszczególne sceny z solowymi popisami Frankiego Howerda, stał się też charakterystycznym elementem specyficznej konwencji serialu.

### Ludicrus Sextus
Członek Senatu, na co dzień żyjący ze swoją rodziną w dobrobycie, lecz bez przesadnego przepychu i luksusu, co przejawia się m.in. posiadaniem tylko jednego niewolnika do posługiwania w domu. Jest nieco zagubionym w wydarzeniach mężczyzną około sześćdziesiątki. Gdy w pobliżu nie ma jego żony, dużo mówi o kobietach i często wybiera się na rozmaite schadzki, ale w rzeczywistości ma już typowe dla swojego wieku kłopoty z życiem miłosnym. Jest kiepskiego zdania o obojgu swych dzieci, natomiast żonę stara się dyskretnie oszukiwać w wielu kwestiach.
Odtwórcy roli: Max Adrian (seria 1), Wallas Eaton (seria 2), Mark Dignam (odcinek specjalny z 1975 roku)

### Ammonia (Elizabeth Larner)
Żona senatora, kobieta około czterdziestki o nieokiełznanym apetycie seksualnym. Jej rozwiązłość jest w Pompejach legendą, a jedyną osobą, która nic o tym nie wie, jest jej własny mąż. Lurcio często dostaje za zadanie ukrywanie kolejnych skoków w bok Ammonii przed senatorem. Ammonia z jednej strony ceni sobie status senatorowej i podkreśla swoją wyższość nad pospólstwem, ale z drugiej strony podziały klasowe nie mają dla niej żadnego znaczenia, gdy przychodzi do poszukiwania kolejnych kochanków.  

### Nausius (Kerry Gardner)
Syn senatora. Zachowuje się w sposób zaprzeczający wszelkim rzymskim wyobrażeniom o męskości, jak na owe czasy jest wręcz stereotypowo zniewieściały. Nieustannie zakochuje się platonicznie w kolejnych dziewczętach, lecz nieśmiałość nie pozwala mu nawiązać bliższego kontaktu. Zamiast tego pisuje dla nich krótkie ody, które Lurcio odczytuje widzom. Stałym gagiem związanym z odami Nausiusa jest ich konstrukcja - pierwszy, drugi i trzeci wers rymują się w taki sposób, aby widz oczekiwał w czwartym wersie sprośnej puenty. Nigdy jednak do tego nie dochodzi, ponieważ w czwartym wersie Nausius zawsze traci rym i wpisuje coś znacznie grzeczniejszego niż to, czego spodziewa się publiczność.

### Erotica
Córka senatora. Jest zwiewną dwudziestolatką, która odziedziczyła po matce skłonność do amorów. Postać Erotiki jest dalece mniej eksponowana niż jej brata, występuje jedynie w części odcinków i niemal zawsze związane z nią elementy intrygi dotyczą jej kolejnych miłostek i ich konsekwencji.
Odtwórczynie roli: Georgina Moon (serie 1 i 2), Jennifer Lonsdale (odcinek specjalny z 1975)

### Senna (Jeanne Mockford)
Miejscowa wróżbitka, z wyglądu zaniedbana, wyraźnie niezrównoważona psychicznie kobieta po czterdziestce. Pojawia się zawsze dwukrotnie w czasie odcinka. Najpierw, w jednej z pierwszych scen, wygłasza wróżbę, która - choć pozornie oderwana od rzeczywistości - zawsze sprawdza się w toku dalszych wydarzeń. Na końcu odcinka przerywa ostatnią próbę wygłoszenia Prologu, jaką podejmuje Lurcio, aby powiedzieć, że "koniec jest blisko", co oznacza, iż czas kończyć odcinek.

### Plaut(Willie Rushton)
Postać występująca tylko w pierwszej serii. Autentyczny rzymski komediopisarz Plaut, przedstawiony w mocno prześmiewczy sposób, wygłaszał w trakcie każdego odcinka kilka utrzymanych w absurdalnym tonie wstawek, dotyczących przekonań i wierzeń starożytnych Rzymian oraz ich stylu życia. W dalszych odsłonach zrezygnowano z tego elementu.

## Odcinki

### Pilot
| 1 | - | Up Pompeii! | Michael Mills | Talbot Rothwell | 17 września 1969 |
| W Pompejach wchodzi w życie prawo, które pozwala niewolnikom wykupić własną wolność. Lurcio chciałby z niego skorzystać, ale skoro pracuje bez wynagrodzenia, to skąd ma wziąć pieniądze? |   |             |               |                 |                  |

### Seria 1
| 2 | 1 | Vestal Virgins          | David Croft | Talbot Rothwell | 30 marca 1970    |
| Senator Ludicrus musi poprowadzić coroczną ceremonię prezentacji nowych westalek. Jak zwykle w przypadku trudnych sytuacji, nie obejdzie się bez pomocy swojego wiernego niewolnika.                                                                                             |   |                         |             |                 |                  |
| 3 | 2 | The Ides Of March       | David Croft | Talbot Rothwell | 6 kwietnia 1970  |
| Senator daje się wciągnąć w intrygę mającą na celu morderstwo cezara. Jego żona wysyła mu na pomoc Lurcia, ale to jeszcze pogarsza sytuację. |   |                         |             |                 |                  |
| 4 | 3 | The Senator And The Asp | David Croft | Talbot Rothwell | 13 kwietnia 1970 |
| Senatorowa spodziewa się niepożądanej wizyty kochanka sprzed lat i każe Lurciowi otruć przybysza. Nie wie jednak, że jej mąż w tym samym czasie oczekuje odwiedzin ważnego polityka.                                                                                             |   |                         |             |                 |                  |
| 5 | 4 | Britannicus             | David Croft | Talbot Rothwell | 20 kwietnia 1970 |
| Wybucha wojna między Rzymem a Brytami, z których wywodzi się Lurcio. Niewolnik zostaje wbrew swej woli wysłany na wojnę w swej ojczyźnie. Na dodatek generałem dowodzącym jego oddziałem jest senator Ludicrus.                                                                  |   |                         |             |                 |                  |
| 6 | 5 | The Actors              | David Croft | Talbot Rothwell | 27 kwietnia 1970 |
| Do Pompejów przybywa z występem obwoźna grupa teatralna. Senatorowa chce odnowić znajomość z należącym do niej dawnym kochankiem. Nieoczekiwanie okazuje się, że również senator poznał kiedyś bliżej jedną z aktorek grupy, obecnie będącą już bardzo dojrzałą matroną.         |   |                         |             |                 |                  |
| 7 | 6 | Spartacus               | David Croft | Talbot Rothwell | 4 maja 1970      |
| Wybucha powstanie Spartakusa. Lurcio nie chcę mieć z nim nic wspólnego, ale jest nakłaniany prośbą i groźbą, by przyłączył się do rewolty niewolników. |   |                         |             |                 |                  |
| 8 | 7 | The Love Potion         | David Croft | Talbot Rothwell | 11 maja 1970     |
| Cała senatorska rodzina zamierza spędzić noc poza domem, co oznacza, iż Lurcio może zaznać trochę przyjemności. Aby jeszcze zwiększyć swoje szanse na niezapomniane doznania, kupuje eliksir miłości. Gdy jednak domownicy wracają wcześniej, sytuacja wymyka się spod kontroli. |   |                         |             |                 |                  |

### Seria 2
| 9 | 1 | The Legacy       | Sydney Lotterby | Talbot Rothwell, Sid Collin | 14 września 1970     |
| Bogaty wuj senatora zapisuje mu w testamencie bardzo poważną sumę pieniędzy, ale obwarowuje spadek warunkiem, iż dla uczczenia pamięci dobroczyńcy, spadkobierca musi nazwać swojego syna imieniem wujka. Tymczasem dorosły syn senatora ma na imię zupełnie inaczej. |   |                  |                 |                             |                      |
| 10 | 2 | Roman Holiday    | Sydney Lotterby | Talbot Rothwell, Sid Collin | 21 września 1970     |
| Domownicy są na wakacjach, a osamotniony Lurcio opiekuje się domem. Spotyka dwie młode i atrakcyjne niewolnice, które uciekły brutalnemu handlarzowi żywym towarem. Nie bacząc na ryzyko, godzi się je ukryć w senatorskiej rezydencji.                               |   |                  |                 |                             |                      |
| 11 | 3 | James Bondus     | Sydney Lotterby | Talbot Rothwell, Sid Collin | 28 września 1970     |
| Wykradziono ściśle tajne plany konstrukcyjne nowej katapulty. Lurcio bierze udział w próbach ich odzyskania, poznając przy okazji słynnego agenta. |   |                  |                 |                             |                      |
| 12 | 4 | The Peace Treaty | Sydney Lotterby | Talbot Rothwell, Sid Collin | 12 października 1970 |
| Lurcio, jak zwykle trochę wbrew swojej woli, zostaje wciągnięty w rzymski ruch pacyfistyczny. W przebraniu kobiety zostaje liderką ruchu kobiet, które odmawiają pożycia mężczyznom popierającym wojnę.                                                               |   |                  |                 |                             |                      |
| 13 | 5 | Nymphia          | Sydney Lotterby | Talbot Rothwell, Sid Collin | 19 października 1970 |
| Nausius, syn senatora, zakochuje się w pięknej dziewczynie, ale jej rodzice nie chcą słyszeć o ich związku. |   |                  |                 |                             |                      |
| 14 | 6 | Exodus           | Sydney Lotterby | Talbot Rothwell, Sid Collin | 26 października 1970 |
| Ludicrus traci miejsce w Senacie i postanawia przenieść się z rodziną z Pompejów do Rzymu. Zanim to nastąpi, rodzina musi sprzedać cały swój dotychczasowy dobytek, w tym jedynego niewolnika.                                                                        |   |                  |                 |                             |                      |

### Odcinki specjalne
| 15 | - | Further Up Pompeii! | David Croft  | Talbot Rothwell            | 31 marca 1975   |
| Główną osią fabuły są perypetie związane z dziką orgią, jaką senatorowa zorganizowała w rodzinnej rezydencji. |   |                     |              |                            |                 |
| 16 | - | Further Up Pompeii! | Ian Hamilton | Paul Minett, Brian Leveson | 14 grudnia 1991 |
| Od wcześniejszych wydarzeń minęło wiele lat. Lurcio został wyzwoleńcem i teraz ma własną gromadkę niewolników, którzy prowadzą dla niego lokal z winem. Ale w życiu wyraźnie podstarzałego bohatera pojawiło się też wiele nowych problemów... Jedyny odcinek wyprodukowany poza BBC, zrealizowany przez London Weekend Television dla ITV. |   |                     |              |                            |                 |